# Sierra Ferrell
Sierra Ferrell (* 3. srpna 1988, Charleston, Západní Virginie, USA) je americká písničkářka a countryová zpěvačka. její hudba je ovlivněna bluegrassem, folkem, old-time soulem a gypsy jazzem.

## Život
Vyrostla v chudé neúplné rodině v Západní Virginii. Na základní i na střední škole zpívala ve školním sboru. Zkoušela také psát písničky. Po svých dvacátých narozeninách začala cestovat po Spojených státech a vydělávala si jako pouliční muzikant. Žila například v Seattlu nebo v New Orleans. Nakonec se usadila v Nashvillu, kde se seznámila s lidmi, kteří ji přivedli z ulice na hudební pódia.
Jejími spoluhráči jsou například zpěvačka Audrey MacAlpine, houslista Nate Leath, kytarista Billy Strings a další.

## Diskografie
V roce 2019 podepsala smlouvu s nahrávací společností Rounder Records. V roce 2021 zde vydala své první album Long Time Coming.